# کیمبال اینترنشنال
کیمبال اینترنشنال (انگلیسی: Kimball International) شرکت لوازم خانگی آمریکایی است، که در سال ۱۸۵۷ تأسیس شد.